# Кардымон, Полина Алексеевна
Полина Алексеевна Кардымон (род. 30 декабря 1995) — российский театральный режиссёр, работает в жанре перформанса, резидент Лаборатории современного искусства. Лауреат театральной премии «Золотая маска» (2023).

## Биография
Родилась 30 декабря 1995 года. Жила на Затулинском жилмассиве в Кировском районе Новосибирска.
Окончила Новосибирский театральный институт (специальность — «Режиссура»; мастерская А. М. Крикливого и И. В. Панькова). Её дипломной работой стал спектакль «Фрагменты любовной речи», премьера которого прошла весной 2019 года в новосибирском театре «Глобус».  Осенью 2019 года этот спектакль был также представлен в Москве на III Фестивале «Уроки режиссуры».
В 2022 году аудиальный перформанс Полины Кардымон «[Сыра земля] Коромысли. Глава 2» и её совместная работа с Элиной Куликовой «Общее место» (спектакль-playbook) номинировались на театральную премию «Золотая маска» (номинация — «Эксперимент»).

## Работы

### Первый театр
- «Индивидуальные переживания»;
- «Грибы»;
- «Принцесса и Людоед»[4].

## Оценки творчества
О спектакле Первого театра «Грибы»:

Замечательная работа Полины Кардымон и ее товарищей по арт-группе МЫК – пример самостоятельности и даже оригинальности (странное слово сегодня) мышления, не просто не перекрывшей, но точно совпавшей с текстом драматурга, который сам по себе – самостоятелен оригинален. Не зря в подзаголовке названия «Грибов» значится «спектакль-текст».
— Кристина Матвиенко, журнал «Театр»

## Награды
Премия «Золотая маска» (2023) за аудиальный перформанс «Детство. Коромысли. Глава 3» («Лучший спектакль в эксперименте») — третью работу Лаборатории современного искусства из серии «Коромысли».